# Ivo Iličević
Ivo Iličević est un footballeur international croate, né le 14 novembre 1986 à Aschaffenbourg en Allemagne. Il évolue actuellement au FC Nuremberg comme milieu offensif.

## Carrière

### International
Ivo Iličević a été sélectionné avec la Croatie en espoirs entre 2007 et 2008 pour 5 buts en 11 sélections.
Le 12 octobre 2010, Ivo obtient sa première sélection en A contre la Norvège, en match amical.

### Clubs
| Saison    | Club            | Pays             | Championnat        | Coupes          | Continental | Croatie        |
| --------- | --------------- | ---------------- | ------------------ | --------------- | ----------- | -------------- |
| 2004-2005 | SV Darmstadt 98 | Regionalliga Süd | 14 matchs / 2 buts | -               | -           | -              |
| 2005-2006 | SV Darmstadt 98 | Regionalliga Süd | 30 matchs / 6 buts | -               | -           | -              |
| 2006-2007 | VfL Bochum      | Bundesliga       | 19 matchs / 6 buts | 1 match         | -           | -              |
| 2007-2008 | VfL Bochum      | Bundesliga       | 6 matchs           | 1 match         | -           | -              |
| 2007-2008 | Greuther Fürth  | 2.Liga           | 11 matchs          | -               | -           | -              |
| 2008-2009 | Greuther Fürth  | 2.Liga           | 27 matchs / 4 buts | 1 match         | -           | -              |
| 2009-2010 | Kaiserslautern  | 2.Liga           | 30 matchs / 4 buts | 1 match         | -           | -              |
| 2010-2011 | Kaiserslautern  | Bundesliga       | 21 matchs / 5 buts | 3 matchs        | -           | 3 sél. / 1 but |
| 2011-2012 | Kaiserslautern  | Bundesliga       | 4 matchs / 1 but   | 1 match / 1 but | -           | 1 sél.         |
| 2011-2012 | Hambourg SV     | Bundesliga       | 18 matchs / 2 buts | 1 match         | -           | 2 sél.         |
| 2012-2013 | Hambourg SV     | Bundesliga       | 8 matchs / 1 but   | 1 match         | -           | -              |

Dernière mise à jour le 19 mai 2013

## Palmarès
- 1. FC Kaiserslautern
  - Vainqueur de la 2.Liga : 2010